# Hvor er Thea?
Hvor er Thea? è una serie televisiva norvegese adolescenziale del 2017 creata da Tina Rygh e Jørn Berge Larsen. La serie nasce sulla scia della nota serie Skam (2015-2017), dalla quale riprende tematiche e stile, ovvero il racconto della vita giornaliera di alcuni studenti attraverso il rilascio quotidiano, sul sito web ufficiale, di clip (che compongono un episodio).

## Episodi
| Nº | Titolo originale | Prima TV         |
| -- | ---------------- | ---------------- |
| 1  | Episode 1        | 5 ottobre 2017   |
| 2  | Episode 2        | 12 ottobre 2017  |
| 3  | Episode 3        | 19 ottobre 2017  |
| 4  | Episode 4        | 26 ottobre 2017  |
| 5  | Episode 5        | 2 novembre 2017  |
| 6  | Episode 6        | 9 novembre 2017  |
| 7  | Episode 7        | 16 novembre 2017 |
| 8  | Episode 8        | 23 novembre 2017 |
| 9  | Episode 9        | 30 novembre 2017 |
| 10 | Episode 10       | 7 dicembre 2017  |

## Personaggi e interpreti
- Liv, interpretata da Iben Akerlie
- Thea, interpretata da Ingrid Unnur Giæver
- Guttorm, interpretato da Martin Lepperød
- Ida, interpretata da Henriette Fjeld
- Felix, interpretato da Lars Stensvand Fiksen
- Trine, interpretata da Embla Eide Robertson
- Hilde, interpretata da Ronja Perez Møystad
- Elsa, interpretata da Ann Carnarius Elseth
- Lasse Bjerkedal, interpretato da Anders Lunnan Oksvold
- Anders, interpretato da Brage Bang